# Тежак (новине)
Тежак: илустровани лист за пољску привреду је лист Друштва за пољску привреду, излазио у периоду од 1869. до 1941. године у Београду.

## О новинама
Први број Тежака изашао је у штампи Државне штампарије, у Београду, 1. фебруара 1869. године. Од ове године лист је излазио до 1914, након чега је наступила пауза до 1919. године, а после је поново редовно излазио све до 1941. године.
Године 1933. је лист славио 60 година излажења. То је била велика реткост за један лист. Мало је стручних часописа и листова који су дочекали толику старост. У Тежаку су писали људи из народа који су и познавали његов живот, обичаје. Чича Срећков лист је био први који се бавио пољопривредним питањима у Србији, али је он био кратког века (само две године, 1847-1848). Тежак је подизао стручно образовање народа, популарисао пољопривреду и новости из пољопривредних наука. Како су стасале прве енерације школованих пољопривредника, Тежак се све више развијао, напредовао и усавршавао. Поред поука често је доносио и научне чланке. Тежак је био приручна књига пољопривредника у Србији. Пољопривредници су уводили новине и напредније начине рада захваљујући овом листу.

### Тираж
У прво време излажења, Тежак је штампан у 1213 примерака (1873), затим 1100 примерака 1878, постепено се повећавало штампање до 10.000 примерака 1933 године.

### Промена поднаслова
- Орган Српског пољопривредног друштва од бр. 2/3/1882.
- Илустровани орган Српског пољопривредног друштва од бр.1/1888.
- Илустровани лист Српског пољопривредног друштва од бр. 1/1937.

## Тематика
Као лист Друштва за пољску привреду и званичан орган Српског пољопривредног друштва од 1882. године, лист се бавио извештавањем о догађајима везаним за ова друштва, као што су одборске редовне и ванредне седнице, затим заседања главног збора и друго. Осим тога, доносио је чланке везане за разне друге садржаје, међу којима су преовладавале теме из области пољопривреде, сточарства, пчеларства, свиларства, винарства, воћарства, шумарства или домаће уметности. Тако су се у овом листу, осим актуелности везаних за пољску привреду, у рубрици о домаћој уметности могли наћи и садржаје који су одговарали нпр. на питања попут : како да кокоши носе много јаја, како да се дуго сачува црни лук, чиме се растерују мрави и мишеви, затим шта урадити да се не поквари кисели купус и сл.

Доносио је новости из области биљних штеточина и болести, ветеринарства, подрумарства, дописа из народа, бележака, некролога.
Ограђивање њива било је карактеристично за почетни период масовног стварања приватног земљишта јер су ограде штитиле усеве. Ограђивање је почело да нестаје тек крајем шездесетих година 19. века. Увођење живих ограда је пропагирао и лист Тежак.

Помени ђубрења њива у Србији су били веома ретки.

Сеоско становништво у Србији 19. века није поклањало много пажње воћарству. Воће је у Србији лоше гајено и род је често опадао пре зрења.

## Периодичност излажења
Лист је различито излазио у разним периодима, прво два пута месечно, затим једанпут недељно, па једном месечно и три пута месечно.
Издавач и власник листа Тежак било је Српско пољопривредно друштво.
- Од бр. 1/1880. излази сваке суботе;
- Од бр. 1/1882. крајем сваког месеца;
- Од бр. 1/1888. месечно двапут, 1. и 15. сваког месеца;
- Од бр. 1/1889. недељно;
- Од бр. 1/3/1901. десетодневно;
- Од бр. 1/1907. недељно једанпут;
- Од бр. 1/1909. три пута месечно;
- Од бр. 1/1912. два пута месечно;
- Од бр. 1/1914. три пута месечно;
- Од бр. 1/1919. сваке недеље;
- Од бр. 1/1928. излази 1. и 15. у месецу.

## Уредници
Током готово 70 година излажења лист је променио и велики број уредника, међу њима су Ђорђе Радић, Милован Спасић, Живко Шкорац, Коста Таушановић, Милош Лукићевић, Урош Стојић и многи други.
- Од бр. 1/1869. Милан Миловук;
- Од бр. 12/1869. Ђорђе Радић;
- Од бр. 1/1871. Милн Спасић;
- Од бр. 13/1879. Живко Шкорац;
- Од бр. 27/1881 Коста Таушановић;
- Од бр.2/3/1882. Паја Т. Тодоровић;
- Од бр.2/1884. Милутин М. Савић;
- Од бр.4/1885. Вучко С. Богдановић;
- Од бр. 3/1887. Светозар Љ. Гавриловић;
- Од бр. 1/1888. Милутин М. Сацић;
- Од бр. 22/1890. Алекса Љ. Поповић;
- Од бр. 30/1890. Мирко Миљковић;
- Од бр. 35/36/1890. Алекса Љ. Поповић;
- Од бр. 38/1890. Мирко Миљковић;
- Од бр. 15/1891. Алекса Љ. Поповић;
- Од бр. 28/29/1891. В. С. Богдановић;
- Од бр. 33/34/1892. Душан М. Спасић;
- Од бр. 21/22/1892. Благоје С. Тодоровић;
- Од бр. 23/1892. Вучко С. Богдановић;
- Од бр. 7/1894. Мирко Миљковић;
- Од бр. 19/1894. Светозар Љ. Гавриловић;
- Од бр. 47/48/1895. Благоје Д. Тодоровић;
- Од бр. 13/1897. Александар М. Секулић;
- Од бр. 14/1897. Драгутин М. Јовановић;
- Од бр. 21/1897. Душан М. Спасић;
- Од бр. 37/38/1898. Александар М. Секулић;
- Од бр. 7/1903. Милутин М. Савић;
- Од бр. 4/5/1904. Вучко С. Богдановић;
- Од бр. 9/1910. Урош М. Спасић;
- Од бр. 6/1912. Јоца Марковић;
- Од бр. 1/1914. Душан М. Спасић;
- Од бр. 1/1919 Урош М. Спасић;
- Од бр. 8/9/1919. Срета А. Попович;
- Од бр. 11/12/1920. Велимир Н. Стојковић;
- Од бр. 25/1925. Божирад Ђ. Ранковић;
- Од бр. 32/1930. Велимир Н. Стојковић;
- Од бр. 13/1930. Танасије Митровић;
- Од бр. 8/1935. Младен Јосифовић;
- Од бр. 9/1939. Вукашин Тоскић.